# 工藤仁美
工藤 仁美（くどう ひとみ、1955年5月31日 - ）は、日本の政治家、労働運動家。元衆議院議員（1期）。

## 経歴
北海道出身。北海道札幌旭丘高等学校、藤女子短期大学（現・藤女子大学短期大学部）国文科卒業。
1996年より2009年まで北海道職業能力開発促進センターものづくり人材育成協議会委員を務める。札幌地区ユニオン書記長、パート労働者のための労働組合である札幌パートユニオンの会長を務めた。
2009年8月30日に行われた第45回衆議院議員総選挙の比例北海道ブロックで民主党は4議席を獲得。重複立候補者11人中10人が選挙区で当選。北海道7区の仲野博子が比例復活で当選し、単独12位の山崎摩耶、単独13位の山岡達丸、単独14位の工藤が同ブロックでいずれも初当選した。
2012年12月16日の第46回衆議院議員総選挙に、栃木4区から民主党公認で立候補するも落選した。